# Grafiti
Grafiti su generički pojam za od privatnih osoba nanošene slike ili napisana slova na površinama javnog prostora a pojavljuju se u raznim oblicima. Nisu izravno povezani ni s umjetnošću ni s vandalizmom.
Ponekad se grafiti priznaju kao umjetnički oblik suvremene urbane umjetnosti a ponekad grafiti se javnoj percepciji općenito smatraju vandalizmom.
Oslikavanje javnih prostora sprejevima u boji, rukom autora koji ima stav i estetski osjećaj mogu na specifičan način obogatiti karakter ulice ili grada, dok u nemaštovitim rukama samo povećavaju vizualnu zagađenost prostora. Neki ih ljudi poistovjećuju s natpisima, na primjer: Marko voli Anu, Mi smo najbolji... Velika razlika je između grafita i natpisa. Grafiti nisu način komunikacije, grafiti su način pokazivanja socijalnih problema, problema općenito i pokazatelj nečije mašte. Veoma je važna konstrukcija slova, kojoj se pridaje velika važnost. Grafiti su dio hip hop kulture. Autori protuzakonito nanesenih grafita mogu biti kažnjeni.

## Galerija
- Grafit kod Zapadnog kolodvora u Zagrebu
- Jedan od mnogobrojnih grafita u Rijeci uz Mrtvi kanal
- Grafit u Puli
- Grafit u Splitu
- Grafiti u Branimirovoj ulici u Zagrebu
- Grafiti na jednom zidu u Čakovcu